# An Lương
An Lương là một xã thuộc huyện Văn Chấn, tỉnh Yên Bái, Việt Nam.
Xã An Lương có diện tích 68 km², dân số năm 2019 là 4.125 người, mật độ dân số đạt 61 người/km².